# Ivan Iljin
Ivan Alexandrovič Iljin (rusky Ива́н Алекса́ндрович Ильи́н; 28. březnajul./ 9. dubna 1883greg., Moskva – 21. prosince 1954, Zollikon) byl ruský filosof, náboženský myslitel a publicista.

## Život
Narodil se v aristokratické rodině rurikovského původu, jeho kmotrem byl car Alexandr III. Alexandrovič. V letech 1901 až 1906 vystudoval právo na Moskevské státní univerzitě a pod vlivem profesora Pavla Ivanoviče Novgorodceva se začal zajímat o filosofii. Svou doktorskou práci věnoval německé filosofii 19. století a roku 1911 vyjel na roční pobyt do západní Evropy, aby na ní pracoval. Soustředil se zejména na Hegelovu filosofii státu a práva.
I když únorovou revoluci roku 1917 spolu s ostatními liberály schvaloval jako osvobození národa, bolševická revoluce o půl roku později ho zklamala a později ji popsal jako nejhorší katastrofu v dějinách ruského státu. Roku 1918 se sice ještě stal profesorem práva na Moskevské univerzitě a uveřejnil svou práci o Hegelovi, ale jeho antikomunistické názory ho stále více zaváděly do konfliktu s novým režimem. Byl několikrát uvězněn a roku 1922 spolu s řadou jiných intelektuálů opustil Rusko na takzvané lodi filozofů.
V letech 1923 až 1934 působil Iljin jako profesor na berlínském Ruském vědeckém institutu. Stal se hlavním ideologem ruské „bílé“ (antikomunistické) emigrace a v letech 1927 až 1930 pro ni vydával časopis Kolokol (Zvon). V roce 1934 jej nacisté donutili odejít z práce a dali pod policejní dozor, ale s pomocí skladatele Sergeje Rachmaninova se roku 1938 Iljinovi podařilo emigrovat do Švýcarska. Usadil se v Ženevě, kde zůstal až do konce života.
Ostatky Ivana Iljina a jeho manželky byly z osobní iniciativy ruského prezidenta Vladimira Putina roku 2005 převezeny ze Švýcarska do Ruska a jsou dnes uloženy na hřbitově Donského kláštera v Moskvě. V roce 2009 nechal na své náklady prezident Putin postavit nový náhrobek na Iljinův hrob.

## Fašistický myslitel

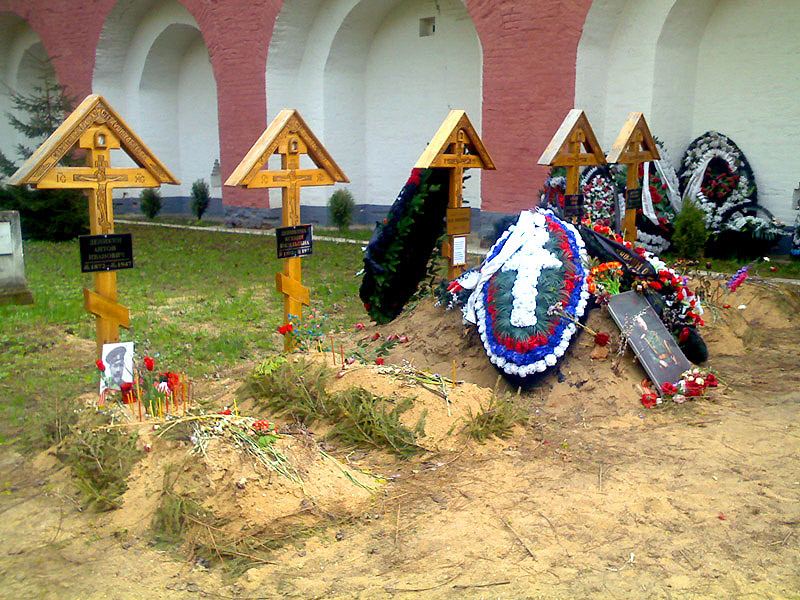
Hroby bělogvardějského generála Antona Děnikina a filosofa Ivana Iljina na Donském hřbitově v Moskvě (2007)

Iljin byl zastáncem fašismu a obdivoval italské a německé fašisty. Byl znepokojen tím, že Italové dospěli k fašismu dříve než Rusové, a připisoval jim alespoň inspiraci u ruských bílých. Ve dvacátých letech 20. století věřil, že bílí ruští exulanti, v jeho podání „mí bílí bratři, fašisté“, se vrátí k moci v Rusku, které bylo v té době ovládáno komunistickými revolucionáři. V letech 1922–1938 pobýval v Berlíně a pracoval ve státním institutu, kde sepisoval kritické analýzy sovětské politiky (např. v roce 1931 Svět nad propastí a Bolševický jed).
V Hitlerovi viděl ochránce civilizace před bolševismem. Byl názoru, že vůdce „má nesmírné zásluhy o celou Evropu“, protože zabránil dalším revolucím podle ruského vzoru. Konstatoval, že Hitlerův antisemitismus je odvozen z ideologie ruských bílých, litoval, že Evropa Hitlerovo hnutí nechápe, a vyzýval k tomu, aby se Rusové na nacismu podíleli.
Ve svých pozdějších přednáškách po odjezdu do Švýcarska hovořil o tom, že Rusko se ocitlo pod komunistickým jhem vinou dekadentního Západu, avšak přijde den, kdy se díky křesťanskému fašismu osvobodí a přinese svobodu i dalším. Rusko nemělo být vnímáno jako komunistické nebezpečí, ale jako budoucí pramen křesťanské spásy.

## Inspirace pro Vladimíra Putina
Když SSSR v roce 1945 vyhrál válku a rozšířil své impérium na západ, Iljin začal psát pro budoucí generace Rusů. Své dílo označoval za malou lucernu v hluboké tmě. Na začátku 21. století bylo jeho dílo využito k podpoře autoritářské ideologie ruského prezidenta Vladimira Putina.